# Lin–Tsiens ekvation
Inom matematiken är Lin–Tsiens ekvation (uppkallad efter Chia-Chiao Lin och Hsue-Chu Tsien) den partiella differentialekvationen
{\displaystyle 2u_{tx}+u_{x}u_{xx}-u_{yy}=0.\,}

### Allmänna källor
- D. Zwillinger. Handbook of Differential Equations, 3rd ed. Boston, MA: Academic Press, p. 138, 1997.
- William F. Ames. Nonlinear partial differential equations in engineering, Vol. 18. Academic Press, p. 173, 1965.
- C. Rogers, William F. Ames, Nonlinear boundary value problems in science and engineering. Academic Press, p. 373, 1989.